# Jerzy Bajszczak
Jerzy Kazimierz Bajszczak (ur. 18 lutego 1936 w Warszawie) – polski inżynier budownictwa lądowego, polityk, minister budownictwa, gospodarki przestrzennej i komunalnej (1986–1987).

## Życiorys
Syn Stanisława i Heleny. W 1959 uzyskał tytuł zawodowy magistra inżyniera budownictwa lądowego na Politechnice Krakowskiej. Uczestniczył w konwoju studentów i robotników transportującej w pomoc humanitarną dla mieszkańców Budapesztu w związku z powstaniem węgierskim z 1956. W latach 1951–1956 należał do Związku Młodzieży Polskiej, a od 1970 do Polskiej Zjednoczonej Partii Robotniczej.
Od 1961 do 1967 był kierownikiem budowy w Warszawskim Przedsiębiorstwie Budowy Pieców Przemysłowych, następnie do 1970 naczelnikiem wydziału w Zjednoczeniu Budownictwa Zakładów Chemicznych w Warszawie i dyrektorem Przedsiębiorstwa Budownictwa Przemysłowego „Kujawy” we Włocławku do 1973. W 1974 został dyrektorem departamentu w Ministerstwie Budownictwa i Przemysłu Materiałów Budowlanych, w 1980 przeniósł się na stanowisko dyrektora naczelny Ośrodka Badawczo-Projektowego Budownictwa Przemysłowego BISTYP.
Od 17 lipca 1986 do 24 października 1987 piastował urząd ministra budownictwa, gospodarki przestrzennej i komunalnej w rządzie Zbigniewa Messnera. W 1988 mianowany pełnomocnikiem rządu ds. realizacji inwestycji surowcowych w Związku Radzieckim.
Córka, Mirosława Bajszczak-Krzyżanowska, jest nauczycielką historii w XV Liceum Ogólnokształcącym im. Narcyzy Żmichowskiej w Warszawie.